# Guitard
Guitard, a veces escrito Guitart, fue vizconde de Barcelona sucesor probablemente de Gombau (también Gombald) que era su padre. Fue albacea del conde de Barcelona Miró I (966) y acudió dos veces a la corte califal de Córdoba como embajador del conde Borrell II.
Estuvo casado con Gerberga, de la que no se tiene ninguna referencia histórica, con la que tuvo cuatro hijos:
- Udalardo casado con Riquilda (o Riquila) .
- Geribert que se casó con Ermengarda, hermana de Riquilda (o Riquila) y, ambas, hijas del conde Borrell II .
- Adalbert († a. 28 nov 1010).[1]
- Hija sin identificar († d. 1 de mayo de 1011), mencionada en un documento de Geribert fechado en 1011.[2]

Murió hacia el 985 y le sucedió su hijo mayor Udalard.